# Killing Joke
Killing Joke ist eine britische Rockband, die 1979 in Cheltenham, gegründet wurde.

## Geschichte

### Die frühen Jahre (1979–1982)
Der Sänger und Keyboarder Jaz Coleman und der Schlagzeuger Paul Ferguson („Big Paul“) schalteten am 24. Februar 1979 im britischen Musikmagazin Melody Maker eine Anzeige, über welche der Gitarrist Kevin „Geordie“ Walker und der Bassist Martin „Youth“ Glover zu der Band stießen und Killing Joke komplettierten. Ihr Debütkonzert gab die Band am 4. August 1979 in der Whitcombe Lodge in Colemans Heimatstadt Cheltenham als Vorgruppe von The Ruts und The Selecter.
Bereits die erste, im Jahr 1979 auf dem von der Band mitgetragenen Label „Malicious Damage“ veröffentlichte Single Turn to Red wurde, nicht zuletzt durch die Unterstützung des Radio-DJs John Peel, ein Untergrundhit. Ein durch diesen viel versprechenden Einstand gewonnener Plattenvertrag bei E.G. Records erlaubte die Produktion mehrerer Alben. Auch ein paar Singles (Follow the Leader, Empire Song, Let’s All Go (to the Fire Dances)) landeten in den Top 30 der britischen Charts.
Nach dem dritten Album verfiel Sänger Jaz Coleman zunehmend der okkulten Mystik und glaubte 1982, dass der Weltuntergang unmittelbar bevorstünde, weshalb er sich nach Island zurückzog. Da die Apokalypse auf sich warten ließ, musizierte er auch dort weiter. Unter anderem entstanden drei Demosongs mit dem Projekt Niceland, bestehend aus Mitgliedern der Waveband Þeyr (Theyr), aus der sich dann die Sugarcubes formierten.

### Fire Dances,Night Timeund erste Erfolge (1983–1988)
1983 spielte Killing Joke, nun mit Paul Raven anstelle von Youth am Bass, in London das vierte Album Fire Dances ein.
Im Jahr 1985 stellte sich mit dem in den Berliner Hansa-Studios aufgenommenen und von Chris Kimsey produziertem, fünften Album Night Time und vor allem mit der Single-Auskopplung Love Like Blood der kommerzielle Erfolg ein. Der Titel erreichte bis heute als einziges Killing-Joke-Stück auch die deutschen Charts. Die Band veröffentlichte 1986 das Album Brighter Than a Thousand Suns mit einem kommerzielleren Sound, der unter Fans und Kritikern kontrovers diskutiert wurde. Killing Joke führten ihre erfolgreiche Tour bis Ende des Jahres fort.
1987 begann Coleman mit der Arbeit an andersartiger Musik als Soloprojekt, unter anderem als Ehrerbietung an den verstorbenen Conny Plank. Die Plattenfirma jedoch veröffentlichte 1988 die mit Geordies Unterstützung eingespielte Langspielplatte Outside the Gate unter dem vermeintlich verkaufsträchtigeren Bandnamen Killing Joke, um die aus dem Ruder gelaufenen Kosten wieder einzuspielen. Ferguson und Raven weigerten sich an dem Album mitzuwirken. Nach zunehmenden Spannungen wurden die beiden aus der Band gefeuert. Jimmy Copley übernahm für die LP das Schlagzeug, Jeff Scantlebury spielte Perkussion.

### Extremities, Nebenprojekte,PandemoniumundDemocracy(1988–1996)

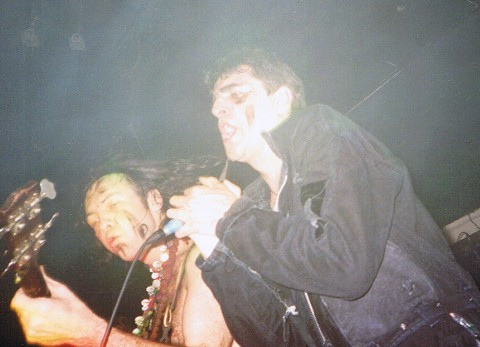
Killing Joke (1994)

Ende 1988 kamen Coleman und Geordie wieder zusammen, um Killing Joke als Live-Band zu reaktivieren. Mit Martin Atkins (Ex-Ministry, Ex-P.I.L.) am Schlagzeug und Dave „Taif“ Ball am Bass wurden im Dezember 1988 die ersten Konzerte nach fast zweijähriger Pause gegeben und 1990 das Studioalbum Extremities, Dirt & Various Repressed Emotions aufgenommen und veröffentlicht. Für die Studioaufnahmen konnte Paul Raven am Bass rekrutiert werden, John Bechdel (Prong) stand hinter den Keyboards. Nach der Tour mit dem abschließenden Konzert in London im Juni 1991 zerfiel die Band erneut.
Coleman interessierte sich nun für orientalische Musik und veröffentlichte mit Anne Dudley von The Art of Noise das ägyptisch anmutende Album Songs From the Victorious City, Youth wurde vorübergehend Bassist bei Godflesh und gründete das Goa-Label Dragonfly, Raven ging zu Prong. Atkins verließ die Band, um das All-Star-Indie-Projekt Pigface zu gründen.
Der Wahlneuseeländer Coleman ging seinen weitgefächerten musikalischen Interessen nach und wurde Komponist und Dirigent des neuseeländischen Symphonieorchesters und veröffentlichte seine, noch in Island geschriebene, Symphony No. #1. Während er mit klassischer Musik beschäftigt war, gründete der Rest der Band mit weiteren Gästen das Projekt Murder Inc., das ein Album und eine EP hervorbrachte.
Erst 1994 kam es zu einer neuen Zusammenkunft von Coleman und Youth, die Killing Joke reaktivierten und das kommerziell erfolgreiche Album Pandemonium aufnahmen. Dieses und das zwei Jahre später erschienene Album Democracy präsentieren beide sehr zeitgemäße Rocksongs mit starken Einflüssen aus Metal und Industrial. Inhaltlich befassen sich die dramatisch inszenierten Stücke mit eher dunklen Aspekten des Lebens. AIDS, Medikamentenmissbrauch und immer wieder Korruption und faschistoide Tendenzen in der Politik spielen eine Rolle. Auch Religion wird metaphorisch verarbeitet. Die Gesangsspur zu dem Lied Exorcism wurde illegal in der großen Grabkammer der Cheopspyramide aufgenommen. Beide Alben wurden von Kritikern in höchsten Tönen gelobt.

### Bandpause (1996–2002)
Im Folgenden gab es diverse Kompilationen (Remixes, unter anderem für Paul McCartney, Raritäten) und Wiederveröffentlichungen von Live-Mitschnitten. Aus Murder Inc. wurde währenddessen The Damage Manual.
Mit wahlweise den Prager oder Londoner Symphonikern spielte Coleman nebenbei und zwischendurch Orchesterversionen von Bands wie Led Zeppelin (Kashmir), The Doors (Concerto, mit Nigel Kennedy), The Rolling Stones, Pink Floyd (Us And Them) oder The Who (Who’s Serious) ein, zu denen Youth bisweilen Goa-Mixe anfertigte. Coleman arbeitete unter anderem auch als Arrangeur des Violinisten Nigel Kennedy.

### Killing JokeundHosannas from the Basements of Hell(2002–2007)

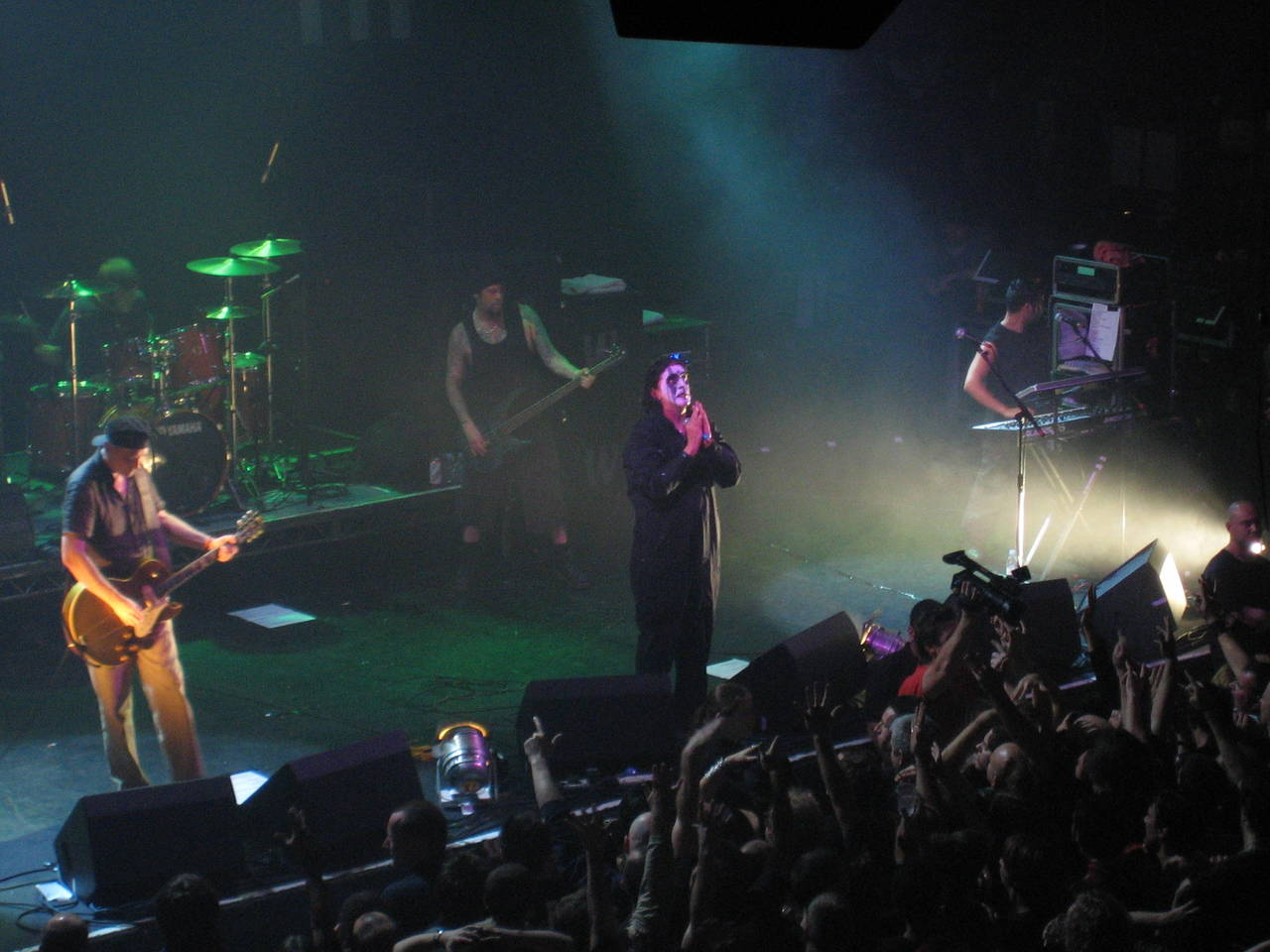
Konzert 2005

2002 wurde die Band von Coleman, Geordie and Youth erneut reaktiviert und mit Dave Grohl am Schlagzeug ein im Jahr 2003 veröffentlichtes, neues Studioalbum eingespielt, das Killing Joke betitelt wurde. Die Mitarbeit Grohls überraschte viele aufgrund der Differenzen zwischen dessen ehemaliger Band Nirvana und Killing Joke, da Come as You Are von Nirvana stark an das Intro von Killing Jokes Eighties, einem Kultsong der 1980er-Jahre, angelehnt war. Allerdings hatte sich Grohl zuvor bereits mehrmals als Fan von Killing Joke geoutet, unter anderem auch mit einer Coverversion des Songs „Requiem“.
Zum 25. Jubiläum der Band erschien ein Live-Album mit entsprechender DVD. Im Jahr 2006 folgte ein in Prag aufgenommenes neues Studioalbum Hosannas From the Basements of Hell. Am 20. Oktober 2007 starb Bassist Paul Raven an einem Herzinfarkt. Ihm zu Ehren hat die Band das Stück The Raven King auf dem Album Absolute Dissent (2010) geschrieben.

### Zurück zur Originalbesetzung (2008–heute)

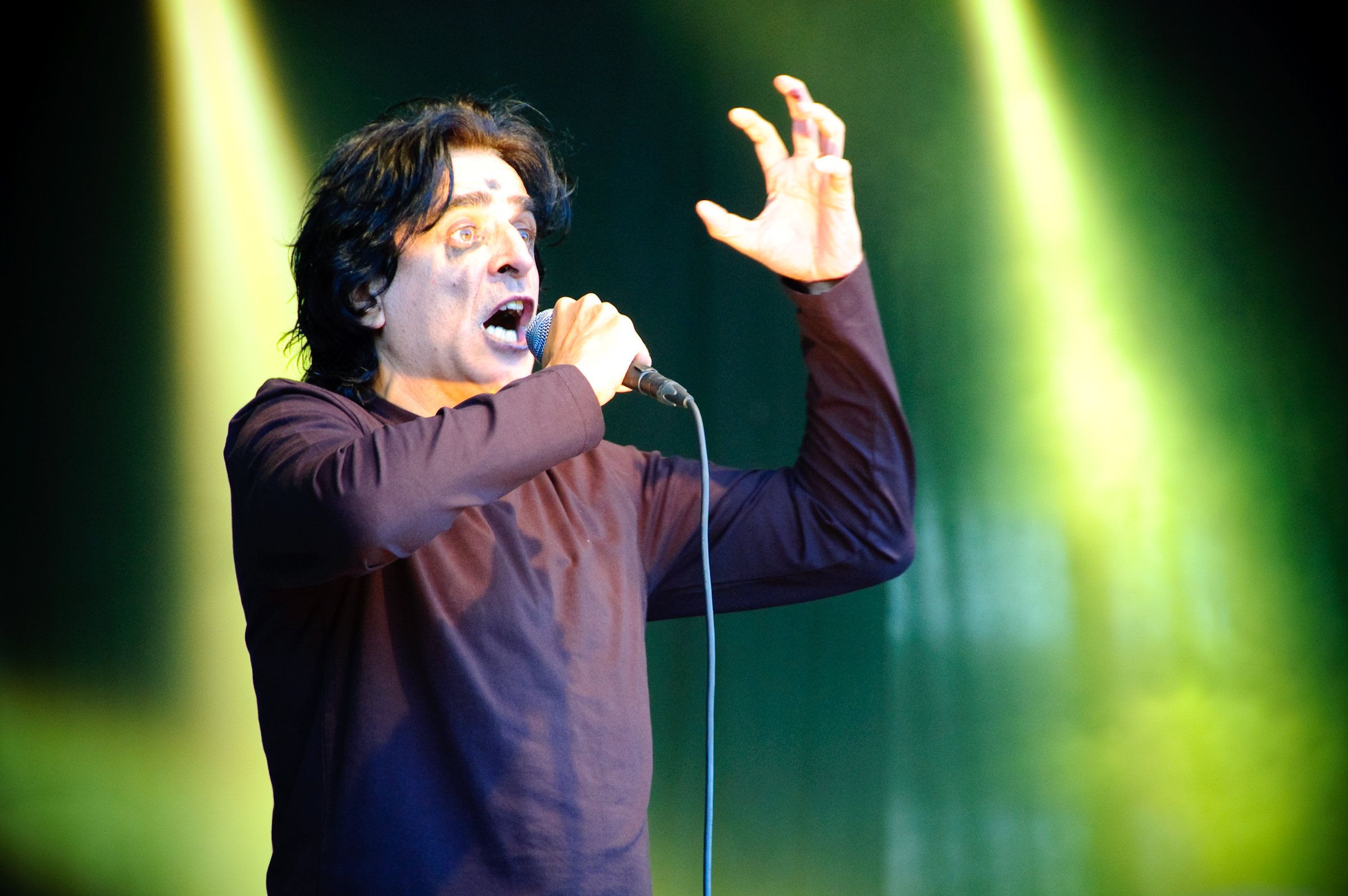
Jaz Coleman 2009 beim Ilosaarirock-Festival in Joensuu, Finland

Killing Joke teilten am 29. Februar 2008 mit, dass sich die Band in Originalbesetzung wieder zusammengetan hat und ein neues Studioalbum vorbereitet. Bei den Wiedervereinigungskonzerten im September und Oktober 2008 wurden vor allem die Stücke aus den Anfangsjahren 1979 bis 1981 und aus dem 1994er-Album Pandemonium präsentiert.
2009 trat die Band auf diversen Festivals auf. Ihr ursprünglich für April angekündigtes dreizehntes Studioalbum Absolute Dissent ist am 27. September 2010 erschienen, begleitet von einer Tour durch Europa. 2012 veröffentlichte die Band das nächste Studioalbum MMXII und ging wieder auf Europa-Tournee.
Im Oktober 2015 veröffentlichten Killing Joke ihr nächstes Studioalbum Pylon und starteten eine Tournee durch das Vereinigte Königreich und die USA. Im März 2022 erschien die EP Lord of Chaos mit neuem Material.

## Hintergrund
Den Bandnamen Killing Joke erklärt Jaz Coleman wie folgt:

“The feeling of a guy in the First World War who’s just about to run out the trenches… and he knows his life is going to be gone in ten minutes and he thinks of that fucker back in Westminster who put him in that position. That’s the feeling that we’re trying to project… the Killing Joke.”

„Das Gefühl eines Kerls im Ersten Weltkrieg, der dabei ist, aus dem Schützengraben zu stürmen … und er weiß, dass er in etwa zehn Minuten tot sein wird, und er denkt an diesen Arsch daheim in Westminster, der ihn in diese Situation gebracht hat. Das ist das Gefühl, das wir versuchen rüberzubringen … den todbringenden Witz.“

## Einflüsse
Als Einflüsse gab die Band Led Zeppelin, Black Sabbath, Yes, King Crimson, an; Geordie Walker nannte auch Dave Edmunds – Gitarrist der Band Love Sculpture und John McKay – Gitarrist der Band Siouxsie and the Banshees als einen persönlichen Einfluss.

## Diskografie

### Studioalben
| Jahr | Titel                                            | Höchstplatzierung, Gesamtwochen, AuszeichnungChartplatzierungen (Jahr, Titel, Platzierungen, Wochen, Auszeichnungen, Anmerkungen) | Höchstplatzierung, Gesamtwochen, AuszeichnungChartplatzierungen (Jahr, Titel, Platzierungen, Wochen, Auszeichnungen, Anmerkungen) | Höchstplatzierung, Gesamtwochen, AuszeichnungChartplatzierungen (Jahr, Titel, Platzierungen, Wochen, Auszeichnungen, Anmerkungen) | Anmerkungen |
| Jahr | Titel                                            | DE | UK | US | Anmerkungen |
| ---- | ------------------------------------------------ | --- | --- | --- | --- |
| 1980 | Killing Joke                                     | — | UK39 (4 Wo.)UK | — | Erstveröffentlichung: Oktober 1980                                                                                    |
| 1981 | What’s This For…!                                | — | UK42 (4 Wo.)UK | — | Erstveröffentlichung: Juni 1981                                                                                       |
| 1982 | Revelations                                      | — | UK12 (6 Wo.)UK | — | Erstveröffentlichung: April 1982                                                                                      |
| 1983 | Fire Dances                                      | — | UK29 (3 Wo.)UK | — | Erstveröffentlichung: Juli 1983                                                                                       |
| 1985 | Night Time                                       | — | UK11 Silber · (9 Wo.)UK | — | Erstveröffentlichung: März 1985                                                                                       |
| 1986 | Brighter Than a Thousand Suns                    | — | UK54 (1 Wo.)UK | US194 (1 Wo.)US | Erstveröffentlichung: November 1986                                                                                   |
| 1988 | Outside The Gate                                 | — | UK92 (1 Wo.)UK | US—US | Erstveröffentlichung: 6. Juni 1988                                                                                    |
| 1990 | Extremities, Dirt and Various Repressed Emotions | — | — | — | Erstveröffentlichung: 12. November 1990 2007 wiederveröffentlicht, unter anderem als Boxset mit einer Bonus-Dual-Disc |
| 1994 | Pandemonium                                      | DE72 (7 Wo.)DE | UK16 (3 Wo.)UK | — | Erstveröffentlichung: 2. August 1994                                                                                  |
| 1996 | Democracy                                        | DE89 (3 Wo.)DE | UK71 (1 Wo.)UK | — | Erstveröffentlichung: 1. April 1996                                                                                   |
| 2003 | Killing Joke (2003)                              | DE65 (3 Wo.)DE | UK43 (1 Wo.)UK | — | Erstveröffentlichung: 28. Juli 2003                                                                                   |
| 2006 | Hosannas from the Basements of Hell              | — | — | — | Erstveröffentlichung: 3. April 2006                                                                                   |
| 2010 | Absolute Dissent                                 | — | UK71 (1 Wo.)UK | — | Erstveröffentlichung: 24. September 2010                                                                              |
| 2012 | MMXII                                            | — | UK44 (1 Wo.)UK | — | Erstveröffentlichung: 30. März 2012                                                                                   |
| 2015 | Pylon                                            | DE76 (1 Wo.)DE | UK16 (1 Wo.)UK | — | Erstveröffentlichung: 23. Oktober 2015                                                                                |

### Kompilationen, Live-Aufnahmen, Remixes etc.
| Jahr | Titel                            | Höchstplatzierung, Gesamtwochen, AuszeichnungChartsChartplatzierungen (Jahr, Titel, Platzierungen, Wochen, Auszeichnungen, Anmerkungen) | Anmerkungen                                                                                            |
| Jahr | Titel                            | UK | Anmerkungen                                                                                            |
| ---- | -------------------------------- | --- | --- |
| 1982 | Ha!                              | UK66 (2 Wo.)UK | Erstveröffentlichung: 4. November 1982 Live-EP, 6-Track-10″, erst 2005 als Album wiederveröffentlicht  |
| 2012 | The Singles Collection 1979–2012 | UK75 (1 Wo.)UK | Erstveröffentlichung: 3. Mai 2013 Pledge-Projekt als 33-CD-Version, im Handel als 2- oder 3-CD-Version |

Weitere Kompilationen, Live-Aufnahmen, Remixes etc.
- 1979: Nervous System (EP, 3-Track-10″, auch als 4-Track-12″ Almost Red)
- 1989: The Courtauld Talks (Spoken Word)
- 1992: Laugh? I Nearly Bought One! (Best of)
- 1995: Wilful Days (Raritäten)
- 1995: BBC in Concert
- 1996: Alchemy (Remixes)
- 1998: Wardance (Remixes)
- 2001: No Way Out But Forward Go (Live Loreley WDR Rockpalast 1985) (CD 2 (VCD) mit komplettem Filmmaterial, später erneut veröffentlicht als Love Like Blood – ohne VCD)
- 2003: The Unperverted Pantomime? (Raritäten, Demos, Live)
- 2003: Chaos for Breakfast (5-CD-Box mit den ersten vier Singles und einer Demo-CD)
- 2004: For Beginners (Best-of und Raritäten)
- 2005: XXV Gathering: Let Us Prey (Live, auch als DVD)
- 2007: Inside Extremities, Mixes, Rehearsals and Live
- 2007: Bootleg Vinyl Archive Vol. 1 & Vol. 2
- 2008: Rmxd (12″-Compilation)
- 2008: The John Peel Sessions 79-81
- 2008: The Original Unperverted Pantomime (Live-CD und -DVD)
- 2008: Live at the Forum London Part 1 & 2 (zwei Doppel-CD-Sets)
- 2008: Duende – The Spanish Sessions (Live im Studio)
- 2009: The Gathering 2008 (Live, 4-CD-Box, Zusammenstellung der „Live At The Forum“-CDs)
- 2010: Live at the Hammersmith Apollo 2010 (3 CDs)
- 2011: Down by the River (Pledge-Projekt, Livealbum)
- 2013: In Dub (Pledge-Projekt, Remix-Kompilation)
- 2016: The Great Gathering (Pledge-Projekt, Livealbum)
- 2018: Laugh at Your Peril (Live In Berlin) (Live-Doppel-Album)
- 2018: Laugh at Your Peril (Live At The Roundhouse) (Live-Doppel-Album)
- 2022: Lord Of The Chaos (EP)

### Singles
| Jahr | Titel Album                              | Höchstplatzierung, Gesamtwochen, AuszeichnungChartplatzierungen (Jahr, Titel, Album, Platzierungen, Wochen, Auszeichnungen, Anmerkungen) | Höchstplatzierung, Gesamtwochen, AuszeichnungChartplatzierungen (Jahr, Titel, Album, Platzierungen, Wochen, Auszeichnungen, Anmerkungen) | Anmerkungen                         |
| Jahr | Titel Album                              | DE | UK | Anmerkungen                         |
| ---- | ---------------------------------------- | --- | --- | ----------------------------------- |
| 1981 | Follow the Leaders What’s This For…!     | — | UK55 (5 Wo.)UK | Erstveröffentlichung: Mai 1981      |
| 1982 | Empire Song Revelations                  | — | UK43 (4 Wo.)UK | Erstveröffentlichung: März 1982     |
| 1982 | Birds of a Feather –                     | — | UK64 (2 Wo.)UK | Erstveröffentlichung: Oktober 1982  |
| 1983 | Let’s All Go (to the Fire Dances) –      | — | UK51 (3 Wo.)UK | Erstveröffentlichung: Juni 1983     |
| 1983 | Me or You? Fire Dances                   | — | UK57 (2 Wo.)UK | Erstveröffentlichung: Oktober 1983  |
| 1984 | Eighties Night Time                      | — | UK60 (5 Wo.)UK | Erstveröffentlichung: April 1984    |
| 1984 | A New Day Night Time                     | — | UK56 (3 Wo.)UK | Erstveröffentlichung: Juli 1984     |
| 1985 | Love Like Blood Night Time               | DE24 (10 Wo.)DE | UK16 (9 Wo.)UK | Erstveröffentlichung: Februar 1985  |
| 1985 | Kings and Queens Night Time              | — | UK58 (3 Wo.)UK | Erstveröffentlichung: März 1985     |
| 1986 | Adorations Brighter Than a Thousand Suns | — | UK42 (7 Wo.)UK | Erstveröffentlichung: August 1986   |
| 1986 | Sanity Brighter Than a Thousand Suns     | — | UK70 (2 Wo.)UK | Erstveröffentlichung: Oktober 1986  |
| 1988 | America Outside the Gate                 | — | UK77 (3 Wo.)UK | Erstveröffentlichung: April 1988    |
| 1988 | My Love of This Land Outside the Gate    | — | UK89 (2 Wo.)UK | Erstveröffentlichung: Juli 1988     |
| 1994 | Millennium Pandemonium                   | — | UK34 (3 Wo.)UK | Erstveröffentlichung: 1994          |
| 1994 | The Pandemonium Single Pandemonium       | — | UK28 (3 Wo.)UK | Erstveröffentlichung: 1994          |
| 1995 | Jana Pandemonium                         | — | UK54 (2 Wo.)UK | Erstveröffentlichung: 1995          |
| 1996 | Democracy                                | — | UK39 (2 Wo.)UK | Erstveröffentlichung: 1996          |
| 2003 | Loose Cannon Killing Joke (2003)         | — | UK25 (2 Wo.)UK | Erstveröffentlichung: 14. Juli 2003 |
| 2006 | Hosannas from the Basements of Hell      | — | UK72 (1 Wo.)UK | Erstveröffentlichung: 2006          |

### Videoalben
| Jahr | Titel                                 | Höchstplatzierung, Gesamtwochen, AuszeichnungChartsChartplatzierungen (Jahr, Titel, Platzierungen, Wochen, Auszeichnungen, Anmerkungen) | Anmerkungen                            |
| Jahr | Titel                                 | UK | Anmerkungen                            |
| ---- | ------------------------------------- | --- | -------------------------------------- |
| 2019 | Malicious Damage: Live at the Astoria | UK13 (4 Wo.)UK | Erstveröffentlichung: 18. Oktober 2019 |